# Prefecturas de Chad
Chad se encontraba dividido en 14 prefecturas desde 1960, año de su independencia, hasta 1999, cuando el país fue dividido nuevamente en 28 departamentos:
En 2002 una nueva reorganización dividió al país en las actuales 18 regiones.

## Lista de prefecturas
| N.º | Prefectura            | Capital      | Subprefecturas                          |
| --- | --------------------- | ------------ | --------------------------------------- |
| 1   | Batha                 | Ati          | Ati, Djedda, Oum Hadjer                 |
| 2   | Biltine               | Biltine      | Am Zoer, Arada, Biltine, Guéréda, Iriba |
| 3   | Borkou-Ennedi-Tibesti | Faya-Largeau | Borkou, Ennedi, Tibesti                 |
| 4   | Chari-Baguirmi        | Yamena       | Bokoro, Bousso, Massakory, Yamena       |
| 5   | Guéra                 | Mongo        | Bitkine, Mangalmé, Melfi, Mongo         |
| 6   | Kanem                 | Mao          | Mao, Moussoro, Nokou                    |
| 7   | Lac                   | Bol          | Bol, Ngouri                             |
| 8   | Logone Occidental     | Moundou      | Beinamar, Benoye, Moundou               |
| 9   | Logone Oriental       | Doba         | Baibokoum, Bebedjia,Doba, Goré          |
| 10  | Mayo-Kebbi            | Bongor       | Bongor, Fianga, Gounou Gaya, Léré, Pala |
| 11  | Moyen-Chari           | Sarh         | Koumra, Kyabé, Maro, Moissala, Sarh     |
| 12  | Ouaddaï               | Abéché       | Abéché, Adré, Am Dam, Goz Beida         |
| 13  | Salamat               | Am Timan     | Aboudeia, Am Timan, Haraze Mangueigne   |
| 14  | Tandjilé              | Laï          | Béré, Kélo, Laï                         |

- Datos: Q3307748